# Battle for Pandora
Battle for Pandora ist ein US-amerikanischer Science-Fiction-Film aus dem Jahr 2022 von Noah Luke, der auch als Kameramann fungierte. Als Hauptdarsteller wird Tom Sizemore geführt.

## Handlung
Das Raumschiff Cassini 3 landet auf dem Saturnmond Pandora. Allerdings bricht abrupt der Kontakt zur Erde ab, lediglich ein Notsignal kann empfangen werden. Dies veranlasst die United States Space Force eine Rettungsmission unter dem Kommando von Hank Lewis zu entsenden. Mit an Bord befinden sich die Spezialistin für Infektionskrankheiten Dr. Jennifer Ryan und ihr Ehemann Dr. Cliff Ryan. Was dieser nicht weiß: Seine Frau und der Kapitän der Cassini, Gregory „Greg“ Black, hatten einst ein Verhältnis.
Auch die Rettungsmission kann erfolgreich auf dem Mond landen. Die Crew stellt erstaunt fest, dass die Oberfläche und die Atmosphäre des Mondes der Erde ähnelt. Kurz nach ihrer Landung hebt die Cassini 3 aus unerklärlichen Gründen von selbst ab und aus dem naheliegenden Gewässer wird die Crew von einer aus Wasser geformten Kreatur angegriffen. Da die Kreatur tatsächlich aus Wasser besteht, entpuppt sich der folgende Kampf als schwer.
Während sie auf dem Mond nach den Überlebenden der vorherigen Mission suchen, stellen sie fest, dass eine fortschrittliche humanoide Lebensform diesen Mond beherrscht. Leider stellen sich diese als feindlich gesinnt heraus und haben die Insassen der ersten Mission gefangen genommen. Von Zeit zu Zeit klagen immer mehr Menschen über körperliche Beschwerden. Tatsächlich haben sich einige der Menschen mit einer Krankheit infiziert, die bei einer möglichen Rückkehr auf die Erde das Leben dort gefährden könnte. Nun muss entschieden werden, ob nur gesunde Menschen zurück auf die Erde genommen werden.

## Hintergrund
Der Film wurde überwiegend in einem Filmstudio in Los Angeles realisiert. Er ist ein Mockbuster zu Avatar: The Way of Water aus demselben Jahr und erschien am 2. Dezember 2022, 12 Tage vor seinem Vorbild, als Video-on-Demand. Es sind allerdings auch Parallelen zu weiteren James-Cameron-Filmen wie Abyss – Abgrund des Todes aus dem Jahr 1989 und Terminator 2 – Tag der Abrechnung aus dem Jahr 1991 zu erkennen. Produziert wurde er von Emerald City Films und The Asylum.

## Rezeption
Voices From The Balcony bemängelt den dialoglastigen zweiten Akt des Films. Die Effekte werden als „tendenziell besser als gewöhnlich“ bewertet, besonders die Raumschiffe und die kurzen Aufnahmen von Weltraumkämpfen wissen zu überzeugen. Bemängelt wird allerdings eine Wasserkreatur, die teilweise wie gemalt aussieht. Der als Hauptdarsteller genannte Sizemore hat deutlich mehr Screentime als in vorherigen The-Asylum-Produktionen, tritt aber ausschließlich alleine in Erscheinung. Die Nebendarsteller kommen gut weg, besonders die Leistungen von Plastic Martyr werden hervorgehoben. Final erhält der Film eine Wertung von 4,5 von möglichen 5 Sternen.
MOVIES and MANIA kritisiert ebenfalls den dialoglastigen zweiten Akt des Films und vermutet, dies wurde umgesetzt, „um das Budget niedrig zu halten“. Gelobt wird die Mischung aus klassischen Alien-Filmen mit der Anspielung auf den Film The Thing, in denen es zum Drama zwischen den Besatzungsmitgliedern kommt, da gestritten wird, ob vermutlich infizierte Menschen wieder an Bord dürfen. Dadurch bleibt die Handlung in Bewegung. Es werden 3,5 von 5 Punkten vergeben.
Im Audience Score, der Zuschauerwertung auf Rotten Tomatoes, konnte der Film bei weniger als 50 Stimmen noch keine Wertung erhalten. In der Internet Movie Database hat der Film bei über 160 Stimmenabgaben eine Wertung von 2,5 von 10,0 möglichen Sternen.